# Kellnersville
Kellnersville est un village du comté de Manitowoc, dans l'État du Wisconsin, aux États-Unis. En 2020, il comptait une population de 307 habitants.